# Kirkman-érem
A Kirkman-érmet az Institute of Combinatorics and its Applications ítéli oda olyan matematikusnak, aki tagja az intézménynek és a pályafutása elején kiemelkedőt alkot. A díjat első alkalommal 1994-ben ítélték oda.

## A díjazottak
- 2018: Alexander Bors, Shuxing Li
- 2017:	Binzhou Xia, Hengjia Wei
- 2016:	Yue Zhou
- 2015: Padraig Ó Catháin
- 2014:	Daniele Bartoli
- 2013:	Tommaso Traetta
- 2012:	Rebecca Stones, Xiande Zhang
- 2011:	Tao Feng
- 2010:	Daniel Horsley, Kai-Uwe Schmidt
- 2009:	nem osztották ki
- 2008:	Nick Cavenagh, Futaba Okamoto
- 2007: Petteri Kaski, Peter Dukes
- 2006: John Bamberg, Giuseppe Marino, Koen Thas
- 2005: Michael Giudici, Matt Walsh
- 2004: Andreas Enge, Jon-Lark Kim
- 2003: Ken-ichi Kawarabayashi, Mateja Sajna, Sanming Zhou
- 2002: Ian Wanless
- 2001: Matthew Brown, Alan Ling, Ying Miao
- 2000: Michael Raines
- 1999: Qing Xiang, Nicholas Hamilton
- 1998: Peter Adams, Cai Heng Li
- 1997: Makoto Matsumoto, Bernhard Schmidt
- 1996: Greg Gutin, Patric Ostergard
- 1995: Darryn Bryant
- 1994: Robert Craigen, Jonathan Jedwab